# دیل فولر (بازیگر)
دِیل فولر (انگلیسی: Dale Fuller; ۱۷ ژوئن ۱۸۸۵ – ۱۴ اکتبر ۱۹۴۸) هنرپیشه فیلم‌های صامت اهل کشور ایالات متحده آمریکا بود.

## مرگ
فولر ا بر اثر بیماری دریچه ای قلب درگذشت.

## قسمتی از فیلمشناسی
- بن هور -۱۹۲۵
- بیوه سرمست -۱۹۲۵
- طمع -۱۹۲۴
- اِما -۱۹۳۲
- قتل شبه عمد -۱۹۲۲
- توئنتی‌اث سنچری
- جان فروشی -۱۹۲۳
- رابین‌هود -۱۹۲۲
- رینو -۱۹۲۳
- کازاک -۱۹۲۸